# Дедај (Велика Малесија)
Дедај (алб. Dedaj) је насељено место у општини Велика Малесија у округу Скадар, Албанија. Према попису из 1989. године било је 575 становника.
Дедај су једно од насеља малисорског племена Шкрељи.